# Discophlebia
Discophlebia är ett släkte av fjärilar. Discophlebia ingår i familjen Oenosandridae.
Kladogram enligt Catalogue of Life:
| Discophlebia | \| \| Discophlebia blosyrodes \| \| \| \| \| \| Discophlebia catocalina \| \| \| \| \| \| Discophlebia lipauges \| \| \| \| \| \| Discophlebia lucasii \| \| \| \| |
|              | \| \| Discophlebia blosyrodes \| \| \| \| \| \| Discophlebia catocalina \| \| \| \| \| \| Discophlebia lipauges \| \| \| \| \| \| Discophlebia lucasii \| \| \| \| |
|              | Oenosandra |
|              | |
|              | Discophlebia blosyrodes |
|              | |
|              | Discophlebia catocalina |
|              | |
|              | Discophlebia lipauges |
|              | |
|              | Discophlebia lucasii |
|              | |

|  | Discophlebia blosyrodes |
|  |                         |
|  | Discophlebia catocalina |
|  |                         |
|  | Discophlebia lipauges   |
|  |                         |
|  | Discophlebia lucasii    |
|  |                         |

## Bildgalleri

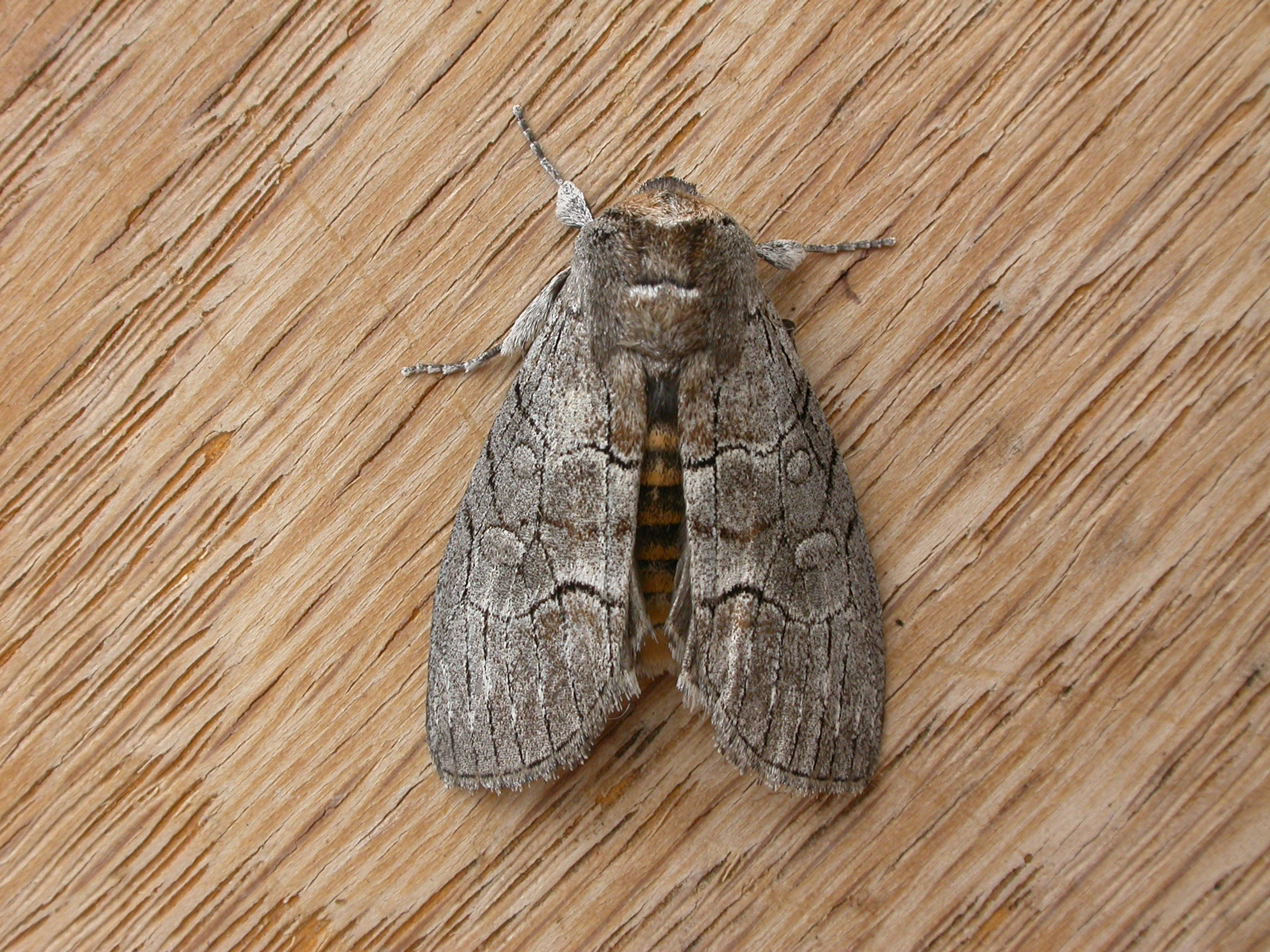